# Lilija Sjobuchova
Lilija Bulatovna Sjobuchova  (ryska: Лилия Булатoвнa Шoбухова), född den 13 november 1977 som Lilija Sjagbalova (Лилия Шагбaлова), är en rysk friidrottare som tävlar i långdistanslöpning. Hon är till och med 2011 tredubbel vinnare av Chicago Marathon.

## Karriär
Sjobuchova deltog vid Olympiska sommarspelen 2004 på 5 000 meter och slutade på en 13:e plats. Under 2005 blev hon nia på 5 000 meter vid VM i Helsingfors. Under 2006 blev hon silvermedaljör vid inomhus-VM i Moskva på 3 000 meter efter Meseret Defar och utomhus samma år slutade hon tvåa vid EM i Göteborg på 5 000 meter efter Marta Domínguez.
Hon deltog även vid Olympiska sommarspelen 2008 då hon slutade sexa på 5 000 meter. Samma år noterade hon sitt personliga rekord på distansen 14.23,75 vilket var ett nytt europeiskt rekord.

## Personliga rekord
- 3 000 meter - 8.34,85 (inomhus 8.27,86)
- 5 000 meter - 14.23,75